# Rhinobatos nudidorsalis
Rhinobatos nudidorsalis är en rockeart som beskrevs av Last, Compagno och Nakaya 2004. Rhinobatos nudidorsalis ingår i släktet gitarrfiskar, och familjen Rhinobatidae. IUCN kategoriserar arten globalt som nära hotad. Inga underarter finns listade i Catalogue of Life.